# Сибиряки

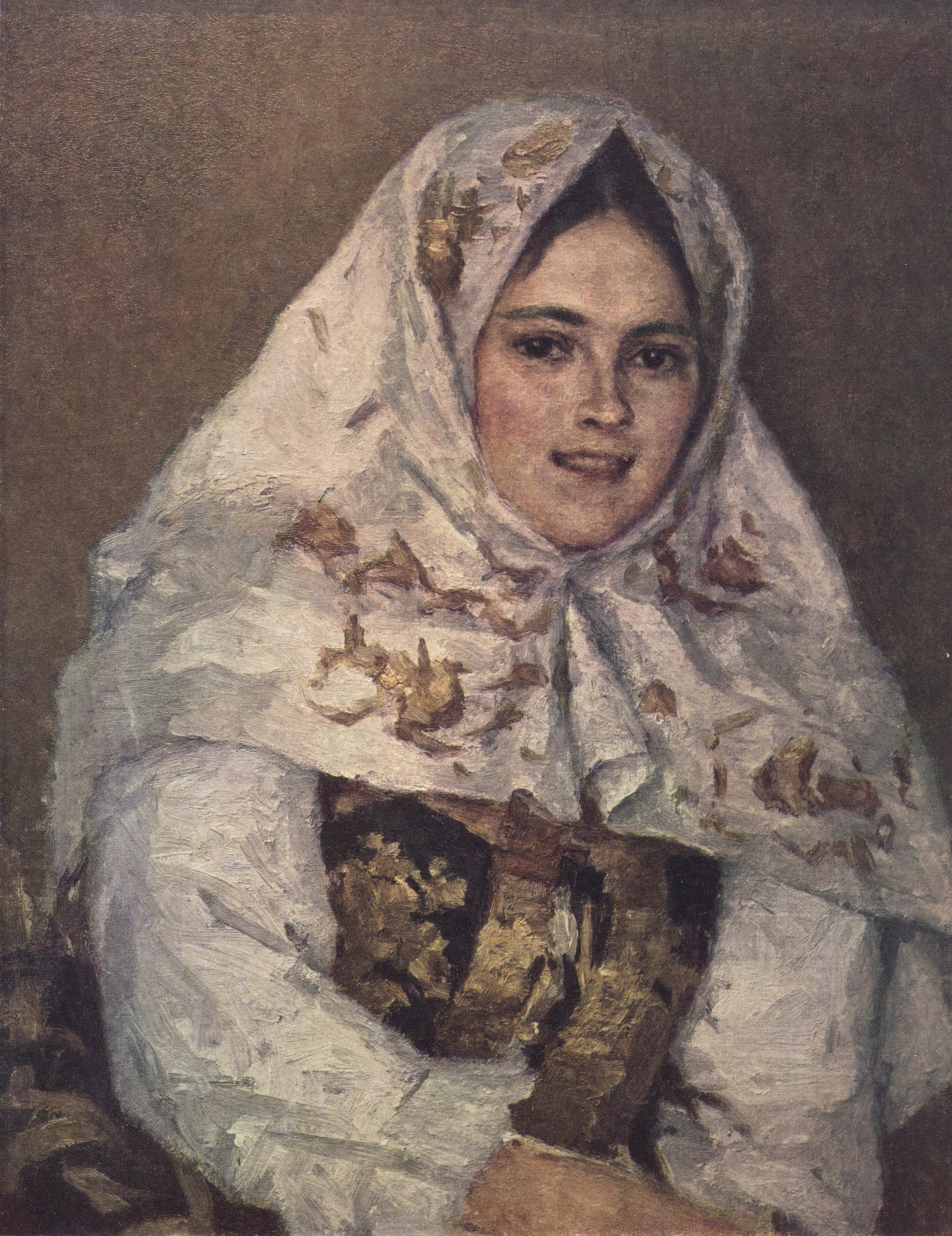
Портрет «Сибирская красавица» работы В. И. Сурикова (1891)

Сибиряки́ — жители и уроженцы Сибири различной этнической принадлежности, а также этнографическая/субэтническая группа русских. Кроме того, термин является самоназванием сибирских татар и части цыган.

## Название жителей
Именование «сибиряки» используется в отношении всех жителей и уроженцев Сибири, включая как коренные народы, так и европейских поселенцев (преимущественно русских, также украинцев, белорусов, балтов, финские и другие народы).

## История
Ко времени прихода русских аборигенное население Сибири составляло около 230—240 тысяч человек. На грани ХVI и XVII веков соотношение русского и аборигенного населения было 1 к 100, а уже на грани XVIII и XIX веков — четыре к одному. С 1719 года по 1792 год русское население Сибири увеличилось с 169 тыс. до 412 тыс. человек, а численность аборигенов-мужчин к концу XVIII века составила 183 тыс. человек.
В исторической литературе принято разделять русское население Сибири на две большие группы: старожилы (чалдоны, родчие, тутошние) и переселенцы. В ранних работах старожилами считали «первых поселенщиков» конца XVI—XVIII веков, но позднее верхняя хронологическая рамка начала смещаться до второй половины XIX века, когда началось массовое переселение в Сибирь. По мере проживания в Сибири бывшие переселенцы постепенно начинали осознавать себя старожилами. До 1907 года были приписаны к селениям старожилов 2/3 переселенцев, и лишь 1/3 основала самостоятельные поселения.
Важную роль в заселении Сибири русскими играла ссылка в Сибирь. В XVIII—XIX веках туда в большом количестве ссылали старообрядцев, которые и сами бежали в Сибирь, где основывали целые деревни. Сосланные в Забайкалье в XVIII веке с территории Речи Посполитой русские старообрядцы получили от местных жителей название семейские, ввиду их прихода большими семьями с имуществом, в отличие от одиноких каторжников. Сосланные тогда же на Алтай старообрядцы из Речи Посполитой были прозваны «поляками». Но основную массу ссыльных составляли уголовники. Сибирские публицисты XIX века протестовали против заполнения сибирских городков и сёл ссыльными уголовниками, что приводило к росту преступности.
Многие русские в Сибири брали в жёны аборигенных девушек. Так образовывались общности метисов — сахаляры (потомки браков русских с якутами), карымы (потомки браков русских с бурятами). Метисные потомки были православными и, как правило, говорили только по-русски.

## Этнографическая группа

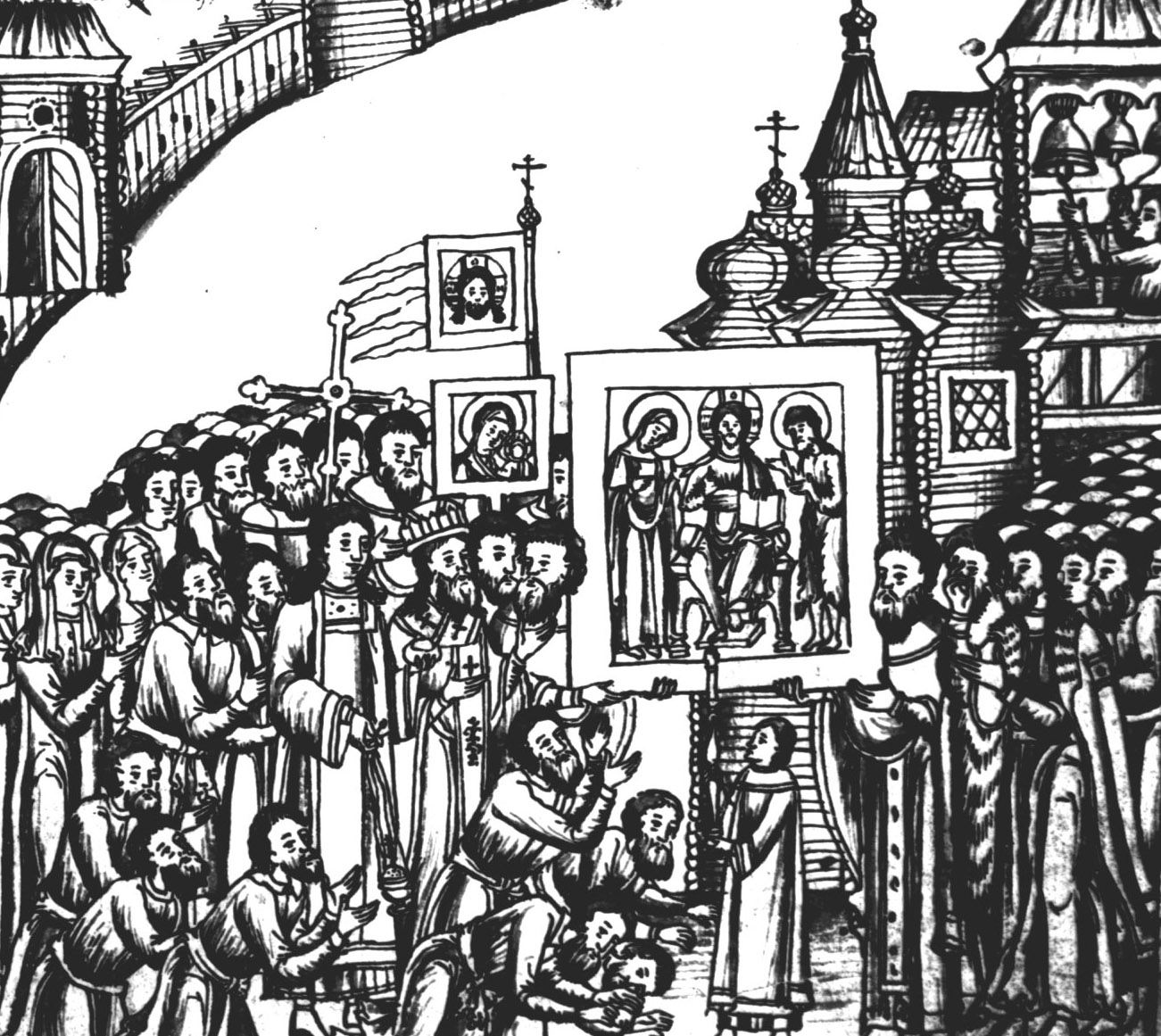
Молебная сибирян, Ремезовская летопись, до 1703

В этнологии часто под термином «сибиряки» понимается наиболее раннее русское население Сибири — старожилы, старосёлы (первые переселенцы XVI—XVII веков) и их потомки, в противовес новосёлам, «российским, расейским», как их звали старожилы (переселенцам второй половины ХІХ — начала XX века). Дискуссионным является вопрос о причислении к группе сибиряков других этнографических групп: чалдонов, кержаков, семейских, каменщиков, русскоустьинцев — они также являются русскими старожилами Сибири и обладают общей этнической историей.
Если для говора старожилов Западной Сибири характерно оканье, то в Восточной Сибири встречается и аканье. В Словаре Даля середины XIX века сибиряки названы «чевошниками» из-за использования сибирских диалектов русского языка.
Идеологи сибирского областничества считали сибиряков этносом, который формируется на основе метисации русских переселенцев с коренными народами Сибири. Среди современных этнологов есть как противники, так и сторонники этой точки зрения. Под управлением областников в 1918 году находилось кратковременное государственное образование Сибирская республика.
В ходе Всероссийских переписей населения 2002 и 2010 годов некоторое число опрошенных указало этноним «сибиряки» в качестве своей национальности.

## Кухня
У сибиряков-старожилов ранее наиболее распространённым видом мяса была говядина, а у переселенцев — свинина. В настоящее время наиболее предпочитается свинина, также встречается потребление конины и баранины. Традиционным блюдом сибиряков остаются пельмени из смеси свиного, говяжьего и бараньего фарша. Определённое место занимают продукты, полученные в результате охоты — медвежатина, зайчатина и т. д. Наличие большого числа рек и озёр в Западной Сибири способствовало широкому распространению там рыбных блюд. В северных районах Сибири в лесу и на болотах собираются кедровые орехи, малина, костяника, черника, клюква, морошка, брусника.